# Cheiloclinium anomalum
Cheiloclinium anomalum là một loài thực vật có hoa trong họ Dây gối. Loài này được Miers mô tả khoa học đầu tiên năm 1872.